# 高丰文
高丰文（1939年11月23日—2020年10月27日），辽宁铁岭人，中国男子足球运动员、教练。

## 生平
高生于辽宁铁岭开原黄旗寨乡。1956年进入沈阳市青年足球队，司职中后卫，同年随队夺得全国青年联赛冠军，次年便进入辽宁足球队。1958年，高进入中国国家青年队，1960年被陈成达选入中国国家足球队，1965年任队长，1973年退役。
退役后，高先后被派往也门和布隆迪担任援外教练。1982年，高回国担任中国青年队和少年队主教练，率队进入首届世界少年足球锦标赛八强。1985年高进入国家队教练组，次年12月25日出任主教练。
1987年10月26日，高率中国队在日本东京以2-0击败日本，获得了汉城奥运会的参赛资格。但是次年中国队在奥运会三战一球未进，小组垫底被淘汰。
1989年，高丰文率队参加1990年世界杯足球赛预选赛，在小组赛中淘汰劲敌伊朗国家足球队，杀入六强决战，但是在10月的决战中，先后两次在终场前三分钟连丢两球，被阿聯酋隊和卡達隊以1-2逆转，从而惨遭淘汰，史稱「黑色三分鐘」。次年10月1日，在北京亚运会足球比赛四分之一决赛中，即使派出6名防守球員，中国队仍在主场被泰國隊0-1击败，无缘四强，高丰文赛后引咎去职。
此后，高丰文在沈阳开办了高丰文足球学校，2007年中国足球超级联赛冠军长春亚泰队的班底就是高丰文足校1996年转让给该俱乐部的一批球员。
2020年10月27日中午，高丰文逝世，享年81岁。